# Södra lappmarkens kontrakt
Södra lappmarkens kontrakt var ett kontrakt inom Svenska kyrkan i Härnösands stift och Luleå stift. Det upphörde 31 december 1905.

## Administrativ historik
Kontraktet bildades 1860 av
församlingar som tidigare ingått i Ångermanlands nordvästra kontrakt 
- Åsele församling
- Dorotea församling
- Fredrika församling
- Vilhelmina församling

Församlingar vars tidigare kontrakt är oklart (troligen dock åtminstone till 1800 samma som Umeå landsförsamling, det vill säga Västerbottens södra kontrakt, och möjligen Västerbottens första kontrakt därefter)
- Lycksele församling
- Örträsks församling
- Sorsele församling
- Stensele församling
- Tärna församling som egen församling från 1903

1905 bildades
- Risbäcks församling

1904 överfördes kontraktet från Härnösands stift till det då bildade Luleå stift
Vid upplösningen 1906 övergick församlingarna till Lappmarkens andra kontrakt (Sorsele, Stensele och Tärna församlingar) och till Lappmarkens första kontrakt (övriga församlingar)